# Grattepanche
Grattepanche est une commune française située dans le département de la Somme en région Hauts-de-France.

## Géographie

### Localisation
Grattepanche est un village picard de l'Amiénois.
À vol d'oiseau, la localité est située à 6 km au nord-ouest d'Ailly-sur-Noye, 12 km au sud d'Amiens et à 41 km au nord-est de Beauvais.
Le territoire de la commune est limitrophe de ceux de six communes.
Les communes limitrophes sont  Cottenchy, Estrées-sur-Noye, Jumel, Oresmaux, Rumigny et Sains-en-Amiénois.

### Géologie et relief
Le territoire communal, situé à environ 120 m d'altitude se caractérise par un lit de calcaire recouvert d'une couche de terre arable plus ou moins épaisse. La montagne de grès correspond à une colline ou affleure cette roche et a fait l'objet d'une exploitation dans une carrière.
Deux vallées étroites et profondes, orientées sud-ouest nord-ouest se rejoignent sur le territoire. Le point le plus élevé se trouve au lieu-dit le Grand Bapaume.

### Hydrographie
La commune est située dans le bassin Artois-Picardie. Elle n'est drainée par aucun cours d'eau.

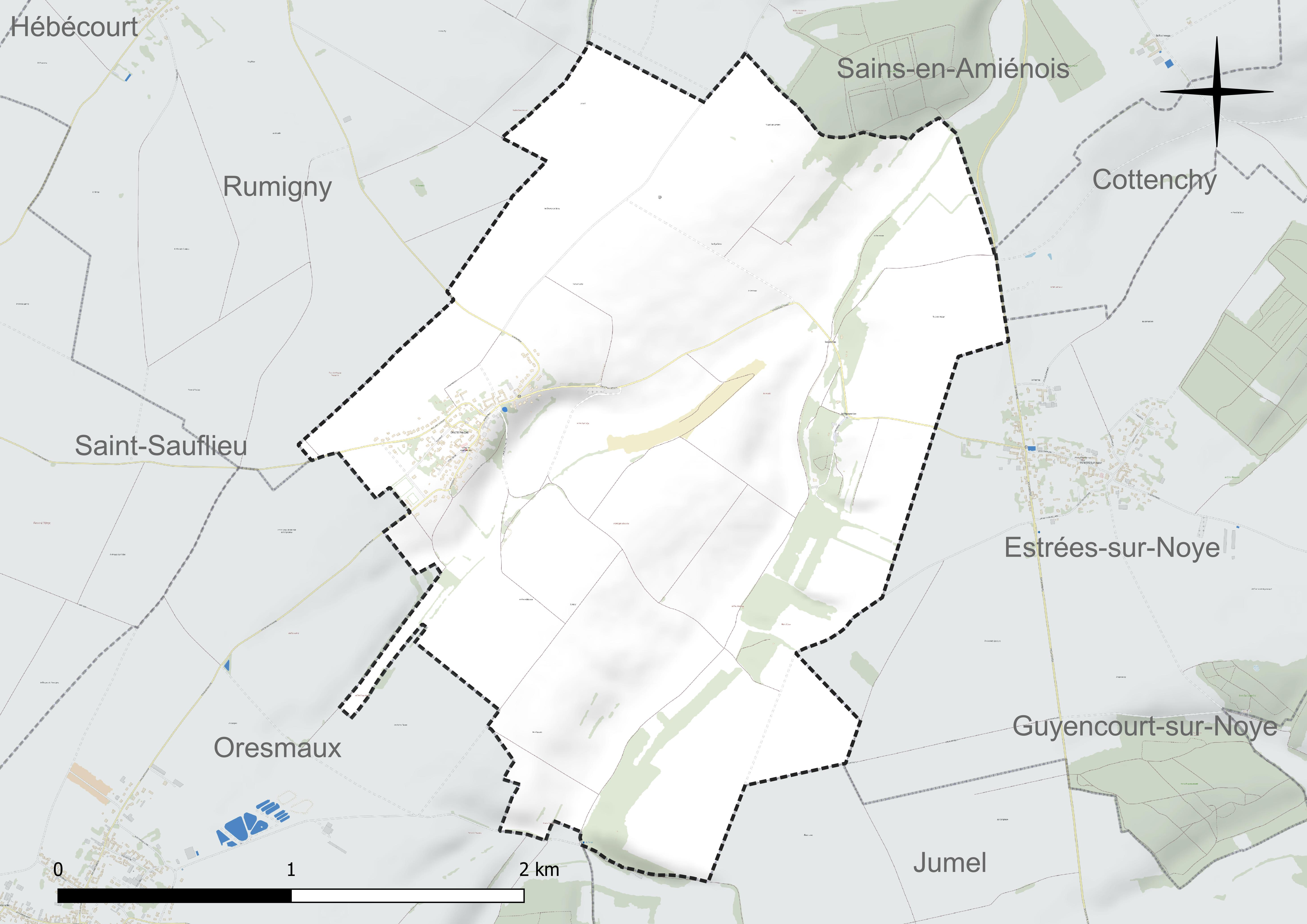
Réseau hydrographique de Grattepanche.

### Climat
Pour des articles plus généraux, voir Climat des Hauts-de-France et Climat de la Somme.
En 2010, le climat de la commune est de type climat océanique dégradé des plaines du Centre et du Nord, selon une étude du CNRS s'appuyant sur une série de données couvrant la période 1971-2000. En 2020, Météo-France publie une typologie des climats de la France métropolitaine dans laquelle la commune est exposée à un climat océanique et est dans la région climatique Nord-est du bassin Parisien, caractérisée par un ensoleillement médiocre, une pluviométrie moyenne régulièrement répartie au cours de l'année et un hiver froid (3 °C).
Pour la période 1971-2000, la température annuelle moyenne est de 10,4 °C, avec une amplitude thermique annuelle de 13,8 °C. Le cumul annuel moyen de précipitations est de 719 mm, avec 11,4 jours de précipitations en janvier et 8,7 jours en juillet. Pour la période 1991-2020, la température moyenne annuelle observée sur la station météorologique la plus proche, située sur la commune de Glisy à 13 km à vol d'oiseau, est de 11,1 °C et le cumul annuel moyen de précipitations est de 646,6 mm,. Pour l'avenir, les paramètres climatiques de la commune estimés pour 2050 selon différents scénarios d'émission de gaz à effet de serre sont consultables sur un site dédié publié par Météo-France en novembre 2022.

## Urbanisme

### Typologie
Au 1er janvier 2024, Grattepanche est catégorisée commune rurale à habitat dispersé, selon la nouvelle grille communale de densité à sept niveaux définie par l'Insee en 2022.
Elle est située hors unité urbaine. Par ailleurs la commune fait partie de l'aire d'attraction d'Amiens, dont elle est une commune de la couronne,. Cette aire, qui regroupe 369 communes, est catégorisée dans les aires de 200 000 à moins de 700 000 habitants,.

### Occupation des sols
L'occupation des sols de la commune, telle qu'elle ressort de la base de données européenne d'occupation biophysique des sols Corine Land Cover (CLC), est marquée par l'importance des territoires agricoles (90,4 % en 2018), une proportion sensiblement équivalente à celle de 1990 (90,9 %). La répartition détaillée en 2018 est la suivante : 
terres arables (90,4 %), zones urbanisées (4,8 %), forêts (4,8 %). L'évolution de l'occupation des sols de la commune et de ses infrastructures peut être observée sur les différentes représentations cartographiques du territoire : la carte de Cassini (XVIIIe siècle), la carte d'état-major (1820-1866) et les cartes ou photos aériennes de l'IGN pour la période actuelle (1950 à aujourd'hui).

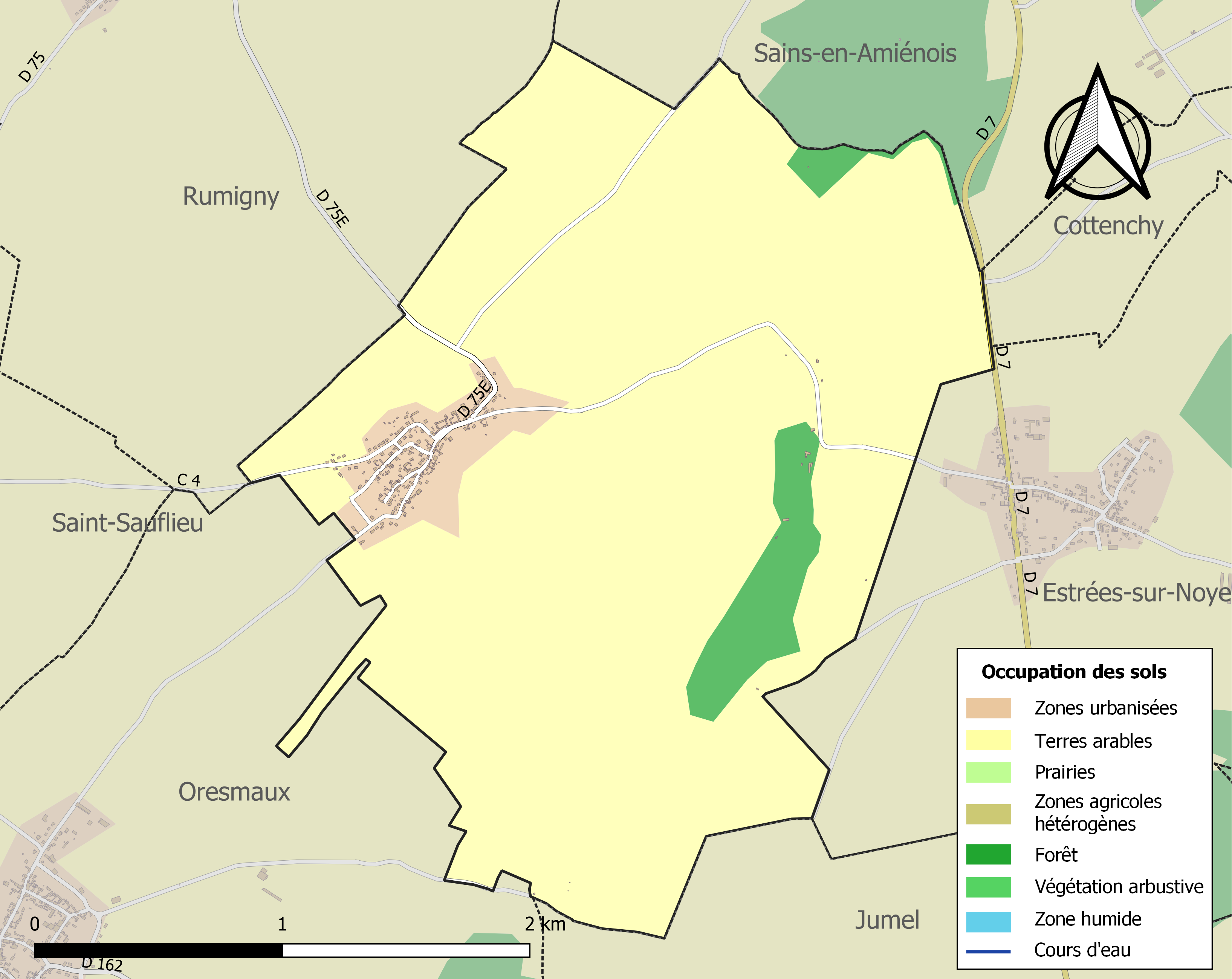
Carte des infrastructures et de l'occupation des sols de la commune en 2018 (CLC).

### Voies de communication et transports
En 2019, il est desservi par les lignes de bus du réseau Trans'80, chaque jour de la semaine, sauf le dimanche.

## Toponymie
Gratiani Pagus*, Bratuspance, Bractepanse, Grattechange, Grandpan, Gratpans, Grandpons  en 1626, Gratepenche en 1627.
Grattepanche  vient de « gratter » et « panse », et indique un "terrain pauvre qui fait se brosser le ventre": plusieurs communes et lieux-dits, nommés Grattepanche, en Picardie et dans le Nord, avaient le sol ingrat, ils réduisaient ceux qui les cultivaient à se gratter la panse pour mieux tromper la faim,.

## Histoire

### Préhistoire
La découverte de silex taillés semble prouver l'occupation très ancienne des lieux.

### Moyen Âge
En 1471, les habitants se réfugient dans leurs souterrains (ou muches) pour se protéger des combats liés aux affrontements entre Louis XI et le duc de Bourgogne, Charles le Téméraire.

### Époque moderne
Le village avait déjà son école au XVIIe siècle.

### Époque contemporaine
Après avoir compté 86 métiers à tisser le velours d'Utrecht en 1886, il n'en reste plus que sept en 1899. Le village était également renommé pour sa production de dindes et de dindons, appréciés des amiénois. Vers 1890, environ 800 bêtes étaient élevées chaque année.
Lors de la Guerre franco-allemande de 1870, le passage des armées prussiennes en 1870-1871 a été marqué de lourdes réquisitions.

## Politique et administration
| Période                                  | Période                      | Identité        | Étiquette | Qualité |
| ---------------------------------------- | ---------------------------- | --------------- | --------- | ------- |
| Les données manquantes sont à compléter. |                              |                 |           |         |
|                                          |                              | M. Hanin        |           |         |
| janvier 1998                             | mai 2020                     | Maurice Navarre | EXG       |         |
| 2020                                     | En cours (au 7 octobre 2020) | Bruno Bardet    |           |         |

## Population et société

### Démographie
L'évolution du nombre d'habitants est connue à travers les recensements de la population effectués dans la commune depuis 1793. Pour les communes de moins de 10 000 habitants, une enquête de recensement portant sur toute la population est réalisée tous les cinq ans, les populations de référence des années intermédiaires étant quant à elles estimées par interpolation ou extrapolation. Pour la commune, le premier recensement exhaustif entrant dans le cadre du nouveau dispositif a été réalisé en 2006.

En 2022, la commune comptait 320 habitants, en évolution de +2,24 % par rapport à 2016 (Somme : −1,26 %, France hors Mayotte : +2,11 %).
| 1793 | 1800 | 1806 | 1821 | 1831 | 1836 | 1841 | 1846 | 1851 |
| ---- | ---- | ---- | ---- | ---- | ---- | ---- | ---- | ---- |
| 255  | 216  | 258  | 212  | 270  | 291  | 310  | 290  | 300  |

| 1856 | 1861 | 1866 | 1872 | 1876 | 1881 | 1886 | 1891 | 1896 |
| ---- | ---- | ---- | ---- | ---- | ---- | ---- | ---- | ---- |
| 293  | 306  | 286  | 264  | 256  | 252  | 239  | 218  | 211  |

| 1901 | 1906 | 1911 | 1921 | 1926 | 1931 | 1936 | 1946 | 1954 |
| ---- | ---- | ---- | ---- | ---- | ---- | ---- | ---- | ---- |
| 175  | 163  | 139  | 119  | 115  | 111  | 106  | 95   | 133  |

| 1962 | 1968 | 1975 | 1982 | 1990 | 1999 | 2006 | 2011 | 2016 |
| ---- | ---- | ---- | ---- | ---- | ---- | ---- | ---- | ---- |
| 153  | 120  | 148  | 179  | 243  | 269  | 288  | 292  | 313  |

| 2021 | 2022 | - | - | - | - | - | - | - |
| ---- | ---- | - | - | - | - | - | - | - |
| 321  | 320  | - | - | - | - | - | - | - |

### Enseignement
Le regroupement pédagogique Grattepanche-Rumigny-Hébécourt scolarise les enfants du village. Une classe est située à Grattepanche pour l'année scolaire 2019-2020.

## Culture locale et patrimoine

### Lieux et monuments
- Église Saint-Cyr-et-Sainte-Julitte[31].
- Monument aux morts.
- Calvaire[32].

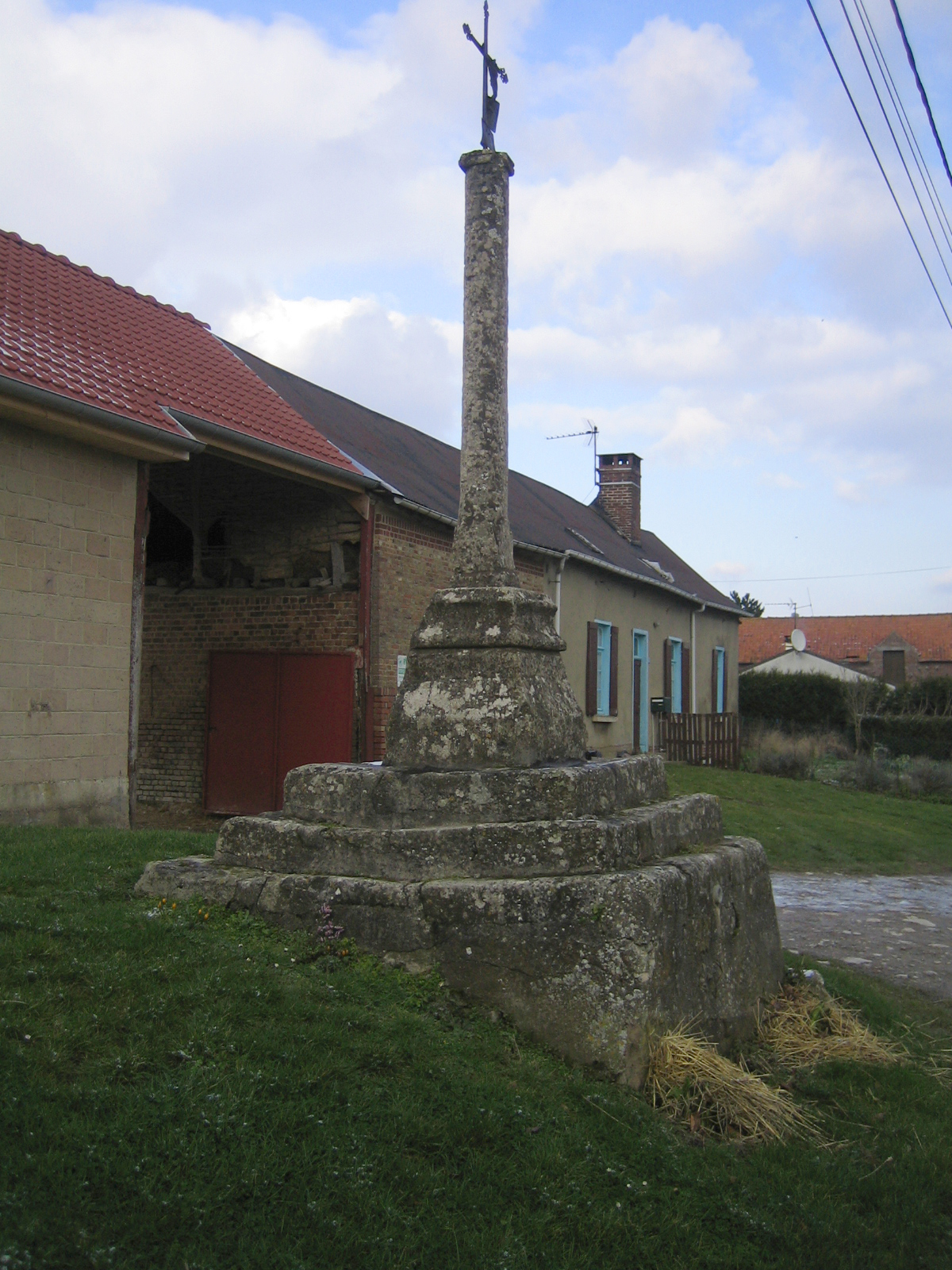
Calvaire, avec fût de pierre dressé sur une base massive, en léger surplomb de la route.
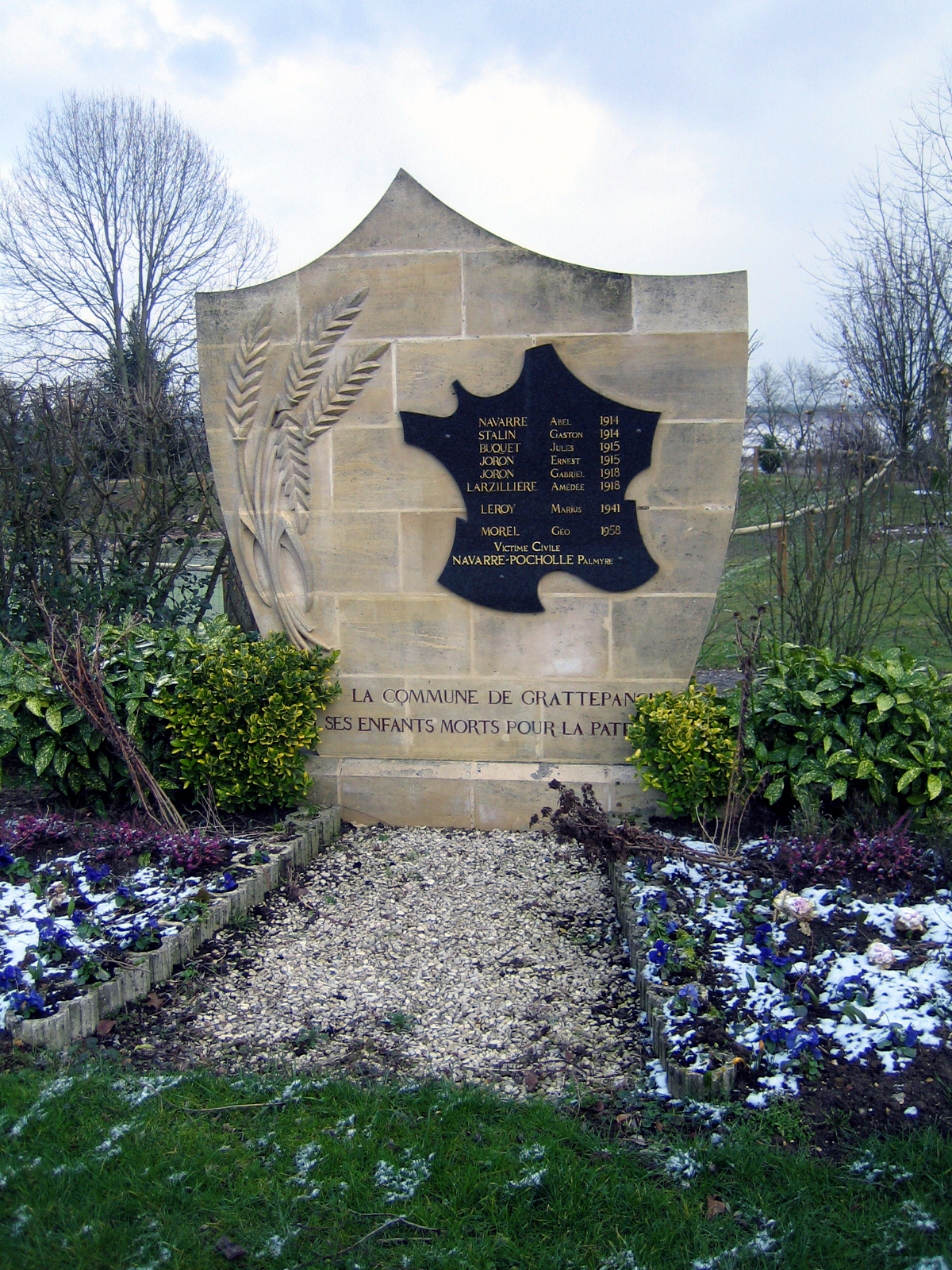
Monument aux morts.

#### Montagne des Grès
La Montagne des Grès est un larris de 30,92 ha  géré par le Conservatoire d'espaces naturels des Hauts-de-France. Le site inscrit en tant que Zone naturelle d'intérêt écologique, faunistique et floristique (Znieff) continentale de type 1 n° 220 013 449 comprend également la cavité souterraine de Grattepanche, ancienne carrière de craie, tranformée en muches utilisée depuis le XVIIe siècle.
Le sol en pente exposé au sud laisse, ici et là, apparaître la craie.
- La flore se compose entre autres de : 
  - genévriers,
  - Pigamon mineur,
  - Ail potager,
  - Polygale chevelu,
  - Lin à feuilles tenues,
  - orchidées sauvages (Orchis pourpre, Orchis moucheron, Orchis militaire...)
  - Globulaire ponctuée,
  - Anémone pulsatille,
  - Brunelle laciniée,
  - Gaillet couché
  - thym...
- La faune est représentée par des papillons :
  - Lucine,
  - Fluoré,
  - Argus bleu-nacré,
  - Céphale,
- des Criquets de la Palène
- des bourdons,
- des sauterelles
  - un troupeau de brebis qui assurent l'entretien du larris en évitant son boisement[35].

### Personnalités liées à la commune
- Francis Gourguechon (mort en 2017), instituteur de la commune durant 34 ans, secrétaire de mairie pendant 46 ans. Le terrain de loisirs de la commune porte son nom[36].

### Grattepanche dans les arts
Les villages de Grattepanche et Saint-Sauflieu sont cités à plusieurs reprises par Jules Verne dans son roman « Le Chemin de France ».

### Noms jetés des villageois
Les habitants du village portaient au XIXe siècle un sobriquet picard, « Chés codins d'Grattepanche », les dindons de Grattepanche. « On raconte qu'autrefois les villageois avaient fait placer par orgueil, au sommet de la flèche de l'église, un coq-girouette énorme. Les habitants des villages voisins se sentirent humiliés, en perdirent l'appétit, et étaient prêts à venir l'abattre. Un voyageur de passage à Saint-Sauflieu sut les convaincre que ce coq n'en était pas un, qu'il ressemblait bien plus à un dindon, et que cet animal était sans doute à la mesure de l'esprit des habitants de l'endroit ».

### Héraldique
| Blason de Grattepanche | Blason  | D'argent à l'anneau de sinople chargé de l'inscription de sable « COMMUNE DE GRATTEPANCHE », au portail d'église du lieu du champ, fermé de tenné, essoré d'azur, mouvant de la pointe, le clocher girouetté d'un coq contourné d'argent, au dindon contourné au naturel brochant sur le tout en cœur.  |
| Blason de Grattepanche | Détails | Fronton de l'église locale sur lequel broche un dindon, renvoyant au surnom des habitants de Grattepanche : chés codins d'Grattepanche (les dindons de Grattepanche) ; surnom qui vient de l'ancienne production de dindons et dindes. Création de Maurice Navarre utilisée par la commune depuis 1993. |